# Русистика
Руси́стика, або росієзнавство (також роси́стика; рос. руси́стика; русоведение) — наукова дисципліна по вивченню всіх аспектів Росії: російської культури (російської мови, російської літератури, російського фольклору тощо), російської історії тощо. У розмовній мові термін «русистика» використовується як скорочене найменування для мовної русистики.
Росієзнавство охоплює вивчення російської мови та літератури, фонетики, морфології, методику викладання цих дисциплін, вивчення російської мовної культури і комунікації носіїв російської мови з носіями інших мов. Росієзнавство є складовою слов'янознавства.
Росієзнавство, включаючи сюди і совєтологію, зазнала в західному світі помітного підйому за часів холодної війни.
Зародження росієзнавства як наукової дисципліни США починається в 1920-ті роки. Провідними центрами росієзнавства США відразу стали Гарвард і Каліфорнійський університет у Берклі. Величезний імпульс русистика США отримала з початком Другої світової війни, у результаті США стали однією з провідних світових центрів русистики. З переходом до холодної війни інтерес до Росії лише зростав.